# 艾力克斯·霍諾德
亞歴山大·「艾力克斯」·霍諾德（英語：Alexander "Alex" Honnold，1985年8月17日—）是一位美國野外攀岩者，曾因在國家公園的大岩壁上的獨攀而聞名。
他是第一個也是唯一一個在優勝美地國家公園獨攀酋長岩的人，並且擁有最快的優勝美地三冠王攀登記錄，在18小時50分鐘內連接沃特金斯山脈（Mount Watkins）、酋長岩的鼻子（The Nose）和半圓頂西北壁常規路線（Regular Northwest Face of Half Dome）。霍諾德說，他喜歡大岩壁上的長路線，而他可以嘗試快速地完成它們。他是回憶錄獨行大岩壁（2017）的作者（和大衛．羅伯茲共同著作），也是2018年傳記紀錄片《赤手登峰》（Free Solo）的主角，該紀錄片獲得了英國電影學院獎和奧斯卡最佳紀錄片等多個獎項。
霍諾德說他受到了許多攀岩者如彼得‧克羅夫特、約翰‧巴哈爾和湯米‧考德威爾的啟發，而最多則來自如酋長岩這樣的美麗景點。

## 個人生活
艾力克斯‧霍諾德出生在美國加利福尼亚州沙加緬度。他的父母均是社會大學的教授，他是一位波蘭人的後裔。從五歲開始就在體育館裡頭練習攀岩。在十歲的時候，他表示每週都會進行多次攀爬練習。同時，他還作為一名青少年參加了很多國際或者本土的少年攀爬活動競賽。他表示，作為一個小孩子，我並不認為我是一個資質欠缺的攀爬者，但是我也並不是裡頭最強的一個。因此，在我認知裡，有很多攀爬者的資質都是在我之上而且他們都是非常的強，同時他們也是從小就開始鍛鍊並且擁有優於別人的天賦和突出的表現。而這些表述並未與我匹配。對我而言，我只是熱愛攀爬且無時不刻都在進行這項運動，自然而然的，我就變得非常擅長這項運動。
2016年6月，31歲的艾利克斯·霍諾德在他的新書《峭壁上的孤獨者:艾力克斯‧霍諾德和他的極限終極冒險》(Alone on the Wall: Alex Honnold and the Ultimate Limits of Adventure)簽名會上，結識了24歲女友桑妮·麥肯樂斯（Sanni McCandless）（1992年6月30日-），兩人相戀定居於拉斯維加斯。桑妮的父親傑伊·麥肯樂斯（Jay McCandless）是一位電磁工程師（electromagnetic engineer），母親（Leslie Marijke McCandless）任職公關。桑妮有一個妹妹。桑妮2014年畢業於北卡大學，獲心理學學士和西班牙語雙學位。2014年大學畢業後，任職於軟件公司EnergySavvy市場公關。2016年辭職創業“Outwild”公司。她和霍诺德的关系在电影徒手攀岩中有大量提及。霍诺德于2019年12月25日通过社交媒体宣布他和麦肯乐斯订婚。 2020年9月13日，霍诺德通过Instagram宣布已与麦肯乐斯（Mccandless）结婚。
艾利克斯·霍諾德的母亲Dierdre Wolownick是攀登酋长岩中年龄最大的女性（66岁）。

## 發表作品

### 書籍
在2016年6月2日，艾力克斯‧霍諾德撰寫的書名為《峭壁上的孤獨者:艾力克斯‧霍諾德和他的極限終極冒險》(Alone on the Wall: Alex Honnold and the Ultimate Limits of Adventure) 在amazon上發表以及出售。這本書在amazon上出售的主要形式是紙質書和電子版書。

## 霍諾德基金會
艾力克斯‧霍諾德也是霍諾德非營利環境保護基金會的創始人。

## 延伸閱讀
- Bethea, Charles. . The New Yorker. September 7, 2018  [October 14, 2018]. （原始内容存档于2020-11-30）.
- Dean, Josh. . Men's Journal.   [October 14, 2018].[永久]
- Duane, Daniel. . The New York Times Magazine. March 11, 2015  [October 14, 2018]. （原始内容存档于2021-04-14）.
- Lowther, Alex. . Alpinist. Summer 2001  [October 14, 2018]. （原始内容存档于2020-10-05）.

## 外部連結
- 官方网站
- Alone on the Wall Interview （页面存档备份，存于）, 2016
- Alex Honnold 3.0 （页面存档备份，存于） (video)